# Дельхольм, Кирстен
Кирстен Дельхольм (дат. Kirsten Dehlholm; 5 апреля 1945 — 10 июля 2024) — датская художница и художественный руководитель театра. Она создала более 30 презентаций, сочетающих в себе сценографию с искусством перформанса, используя самые разнообразные техники, медиа и материалы.

## Биография
Родилась в Вайле. После окончания средней школы она изучала текстильное искусство в школе искусств и ремёсел (нем. Werkkunstschule) в Крефельде, Германия. Следующие три года она провела в копенгагенском Школе декоративно-прикладного искусства (дат. Werkkunstschule). В 1969 году она вышла замуж за писателя Отто Сигвальди, который продавал свои книги из детской коляски в центре Копенгагена, одетый в причудливые костюмы, которые она придумывала.
В 1970-х годах Дельхольм работала сценографом в театральной группе «Римфаксе». В 1977 году вместе с Пером Флинком Бассом она основала «Billedstofteatret», театральный коллектив, функционировавший до 1985 года. Дельхольм разрабатывала новые концепции перформанса, создавая сценарии, в которых люди создавали художественные картины, сопровождаемые музыкой или звуковыми эффектами. Среди её творений выделяются «Золотые крылья и голубые клятвы» (дат. Gyldne vinger og blå løfter, 1977) и «Навязчивые родственники» (дат. Påtrængende slægtninge), живая выставка, представленная в Новой глиптотеке Карлсберга в 1979 году.
В 1985 году Дельхольм основала театральную группу Hotel Pro Forma, которой руководит до сих пор. Она поставила около 30 спектаклей, сочетающих в себе искусство театрального представления с написанием пейзажей и современным минималистичным дизайном. Некоторые из её работ включают зеркальные изображения и оптические иллюзии. В своей Terra Australia Incognita (Национальный музей, 1989), вдохновлённой её открытиями в своих путешествиях, она поставила зрителя в необычное положение, который получил вид с высоты птичьего полета на актёров, лежащих внизу. В работе «Почему наступает ночь, мама?» (дат. Hvorfor blir det nat, mor?, Городская ратуша Орхуса, 1989) зрители стояли на балконах, глядя вниз на белый пол, где выступали исполнители. Её сотрудничество с архитекторами, писателями и композиторами принесло ей репутацию важной фигуры в реновации театральной сценографии. Именно её способность создавать экспериментальные установки, сочетающие в себе экзистенциальные темы, такие как вера, идентичность и война, привела к тому, что в 2013 году она была награждена медалью Торвальдена. Дельхольм получила высокую оценку за свои последовательно новаторские художественные творения и за её развитое чувство сценического противостояния.
Умерла 10 июля 2024 года в возрасте 79 лет.

## Премии
В 1994 году Кирстен Дельхольм была удостоена медали Эккерсберга, а в 2013 году — медали Торвальдсена.